# Trude Mally

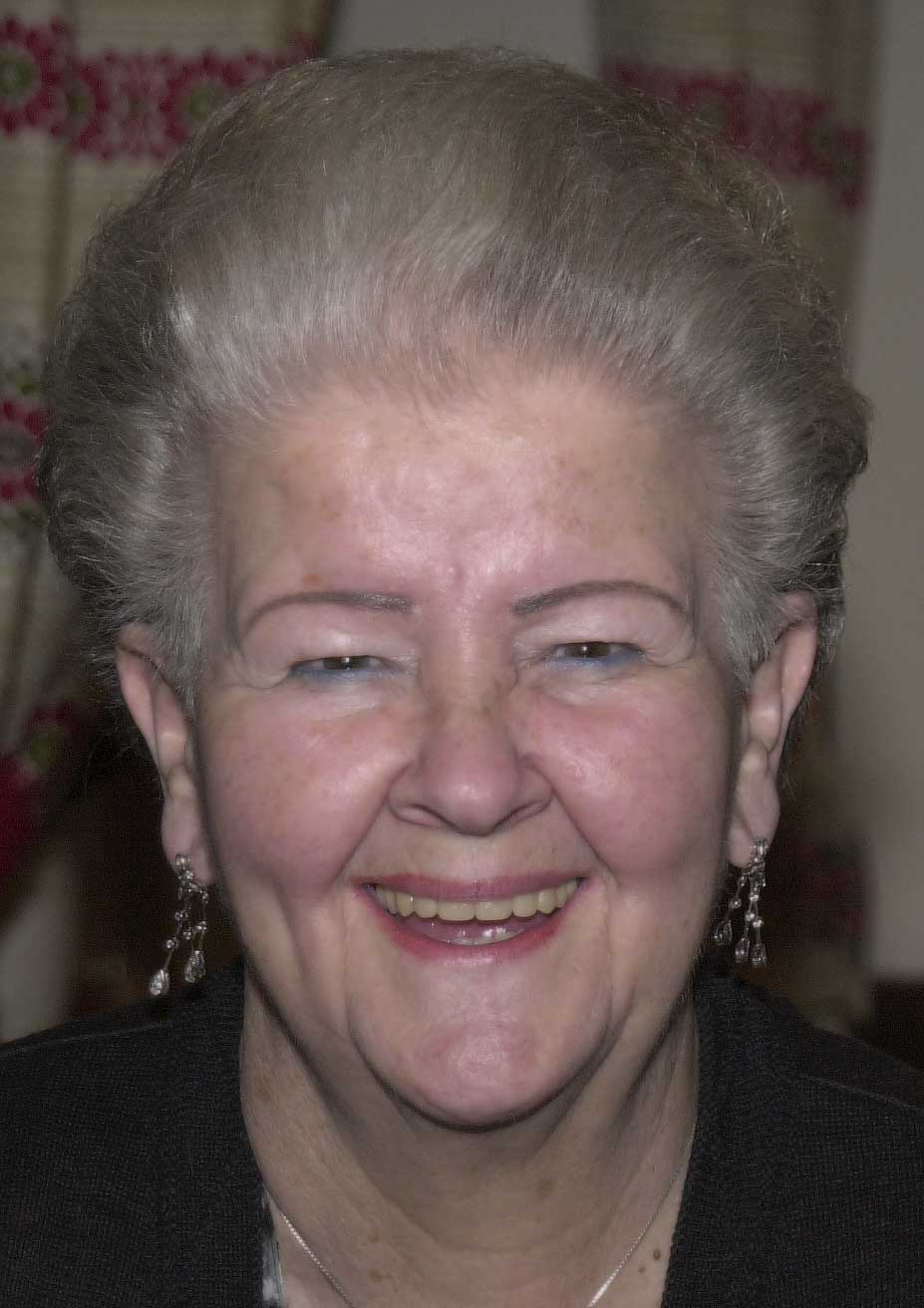
Trude Mally 2002 in Wien

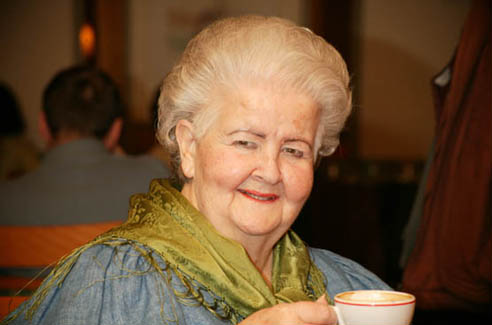
Trude Mally im Dezember 2007 in Wien

Trude Mally (* 21. Jänner 1928 in Neukettenhof (heute Schwechat); † 4. Juni 2009 in Wien; eigentlich Gertrud Barbara Mally) war eine österreichische Sängerin und Dudlerin.

## Leben
Trude Mally wuchs in einem musikalischen Elternhaus auf und begann schon als Kind mit dem Klavierspiel und dem Singen. Bereits im Alter von 10 Jahren trat sie gemeinsam mit ihrer Tante, der berühmten Dudlerin Ady Rothmayer (1893–1975), auf und wurde bald zum Kinderstar. Im Zweiten Weltkrieg wurde Rothmayer für das Fronttheater verpflichtet und nahm ihre Nichte mit, die sich bereits ein beachtliches Repertoire an Volksliedern und Wienerliedern erarbeitet hatte. Diese Tourneen der Ostmärkischen Jodler führten sie zu den Frontsoldaten in Norwegen und Russland und im letzten Kriegsjahr in Lazarette.
Ende 1945 bis Mitte 1947 wirkte Mally im Alpenklang-Trio mit, 1947–49 hatte sie Auftritte im Sender Rot-Weiß-Rot mit den Kemmeter- und Zaruba-Schrammeln, im Beiprogramm von Kino-Vorstellungen und in diversen Kabaretts. Auf Tourneen trat sie u. a. mit Hans Moser in Österreich und der Schweiz auf und hatte einige Gesangsauftritte in Filmen.
Ab 1951 trat sie bei der Familie Matauschek, einer bekannten Familie von Wienerlied-Interpreten, in Breitensee auf, wo sie neben dem traditionellen wienerischen Volksmusikrepertoire auch ihren Mann Fritz Matauschek jun. (1917–1977) kennenlernte, mit dem sie von 1953 bis 1960 verheiratet war. Begleitet wurde sie seit damals oft von ihrem Schwager, dem Akkordeonspieler Pepi Matauschek (1925–2000).
Bei den Vorbereitungsgesprächen für die Unterzeichnung des Staatsvertrages 1955 wurde Trude Mally von der österreichischen Bundesregierung engagiert, um die Alliierten bei Wein, Musik und „Wiener Charme“ „weich“ zu machen. (Dies ist wohl der wahre Kern der berühmten Karikatur von Hanns Erich Köhler aus dem Simplicissimus, die Julius Raab Zither spielend im Kreis von zu Tränen gerührten sowjetischen Politikern zeigt und Leopold Figl, der Raab ins Ohr flüstert: „Und jetzt, Raab – und jetzt noch d’Reblaus, dann sans waach.“)
Ab 1964 begann Mally mit ihrem neuen Partner, dem Volksmusikanten, Orgelbauer und Werkelmann Karl Nagl (1922–1994) einen neuen Start als Alt-Wiener Duo. Beide richteten sich das „Nagl-Stüberl“ als eine Heimstätte der Wiener Volkskunst ein. Die bis 1983 andauernde Zusammenarbeit wurde vorübergehend während ihrer zweiten Ehe mit einem Gastwirt von 1970 bis 1972 unterbrochen, als sie ihren Beruf als Sängerin aufgab.
Mit Nagl hatte sie viele Engagements in Wiener Lokalen und nahm zahlreiche Schallplatten und für den ORF Rundfunksendungen auf, Fernsehauftritte folgten. Ab 1984 war Pepi Matauschek ihr bevorzugter Begleiter, nach dessen Tod im Jahr 2000 trat Mally mit Roland Sulzer oder dem Duo Karl Hodina / Rudi Koschelu auf.
Trude Mally war eine der letzten Vertreterinnen der wienerischen Art des Jodelns, des traditionellen „Dudelns“, und anerkannte und populäre Interpretin von wienerischen und alpenländischen Volksliedern sowie traditioneller Wiener Lieder.
Trude Mally hat ihr Wissen und Können mit großer Hingabe an den „Nachwuchs“ weitergegeben. Agnes Palmisano, Tini Kainrath, Doris Windhager und der einzige männliche Dudler Wiens, Rudi Koschelu, beherrschen und pflegen das Dudeln und erhalten mit ihrer Kunst diesen Teil des Wiener Kulturgutes.
Sie wurde auf dem Baumgartner Friedhof in Wien in einem ehrenhalber gewidmeten Grab (Gruppe 26, Nummer 120) beigesetzt. Im Jahr 2018 wurde in Wien-Donaustadt (22. Bezirk, Seestadt Aspern) der Trude-Mally-Weg nach ihr benannt.

## Auszeichnungen
- 1998: Goldenes Verdienstzeichen der Republik Österreich
- 1999: Goldenes Ehrenzeichen für Verdienste um das Land Wien.